# Ovenna heringi
Ovenna heringi är en fjärilsart som beskrevs av Sergius G. Kiriakoff 1954. Ovenna heringi ingår i släktet Ovenna och familjen björnspinnare. Inga underarter finns listade i Catalogue of Life.